# Pier Giorgio Cazzola
Pier Giorgio Cazzola (Vicenza, 4 marzo 1937 – Bazzano, 21 gennaio 2001) è stato un velocista italiano.

## Biografia
Fece parte della Nazionale italiana di atletica leggera dal 1957 al 1961. Terminò al quarto posto nella staffetta 4×100 metri alle XVII Olimpiadi di Roma del 1960, con la squadra formata da Armando Sardi, Salvatore Giannone e Livio Berruti.

## Risultati
| Anno | Manifestazione  | Sede | Evento                | Risultato | Prestazione | Note |
| ---- | --------------- | ---- | --------------------- | --------- | ----------- | ---- |
| 1960 | Giochi olimpici | Roma | Staffetta 4×100 metri | 4º        | 40"2        |      |

## Campionati nazionali
- 3 volte campione italiano assoluto nella staffetta 4×100 metri (1961, 1962, 1963)

1961
- Oro ai campionati italiani assoluti di atletica leggera, staffetta 4×100 metri - 41"4 (con Dino Rosso, Edoardo Bellotti e Giorgio Mazza)

1962
- Oro ai campionati italiani assoluti di atletica leggera, staffetta 4×100 metri - 42"2 (con Edoardo Bellotti, Giorgio Mazza e Pietro Montanari)

1963
- Oro ai campionati italiani assoluti di atletica leggera, staffetta 4×100 metri - 41"7 (con Franco Nobili, Bruno Bianchi e Giorgio Mazza)